# Caryophyllia grayi
Caryophyllia grayi is een rifkoralensoort uit de familie Caryophylliidae. De wetenschappelijke naam van de soort is voor het eerst geldig gepubliceerd in 1848 door Henri Milne-Edwards & Jules Haime.